# Olympische Sommerspiele 2008/Teilnehmer (Japan)
| Gelbes Symbol für Goldmedaillen mit stilisierten Olympischen Ringen | Graues Symbol für Silbermedaillen mit stilisierten Olympischen Ringen | Braundes Symbol für Bronzemedaillen mit stilisierten Olympischen Ringen |
| ------------------------------------------------------------------- | --------------------------------------------------------------------- | ----------------------------------------------------------------------- |
| 9                                                                   | 6                                                                     | 10                                                                      |

Japan nahm an den Olympischen Sommerspielen in der chinesischen Hauptstadt Peking mit 332 Athleten, 165 Frauen und 167 Männern, teil.
Seit 1912 war es die 20. Teilnahme eines japanischen Teams bei Olympischen Sommerspielen.

## Flaggenträger
Die Tischtennisspielerin Ai Fukuhara (jap. 福原 愛) trug die Flagge Japans während der Eröffnungsfeier; bei der Schlussfeier wurde sie vom Schwimmer Kōsuke Kitajima (jap. 北島 康介) getragen.

## Medaillen
Mit neun gewonnenen Gold-, sieben Silber- und neun Bronzemedaillen belegte das japanische Team Platz 8 im Medaillenspiegel.

### Medaillen nach Sportarten
| Sportart       |   |   |   | total |
| -------------- | - | - | - | ----- |
| Fechten        | - | 1 | - | 1     |
| Judo           | 4 | 1 | 2 | 7     |
| Leichtathletik | - | 1 | - | 1     |
| Radsport       | - | - | 1 | 1     |
| Ringen         | 2 | 2 | 2 | 6     |
| Schwimmen      | 2 | - | 4 | 6     |
| Softball       | 1 | - | - | 1     |
| Turnen         | - | 2 | - | 2     |
| gesamt         | 9 | 7 | 9 | 25    |

### Medaillengewinner
Erfolgreichster Teilnehmer Japans war der Schwimmer Kōsuke Kitajima: er gewann drei Medaillen, zweimal Gold und einmal Bronze.

#### Gold
| Name/n | Sportart  | Wettkampf                       |
| --- | --------- | ------------------------------- |
| Masato Uchishiba | Judo      | Männer 66 kg                    |
| Kōsuke Kitajima | Schwimmen | Männer 100 Meter Brustschwimmen |
| Ayumi Tanimoto | Judo      | Frauen 63 kg                    |
| Masae Ueno | Judo      | Frauen 70 kg                    |
| Kōsuke Kitajima | Schwimmen | Männer 200 Meter Brustschwimmen |
| Satoshi Ishii | Judo      | Männer über 100 kg              |
| Saori Yoshida | Ringen    | Frauen Freestyle 55 kg          |
| Kaori Ichō | Ringen    | Frauen Freestyle 63 kg          |
| Naho Emoto, Motoko Fujimoto, Megu Hirose, Emi Inui, Sachiko Itō, Ayumi Karino, Satoko Mabuchi, Yukiyo Mine, Masumi Mishina, Rei Nishiyama, Hiroko Sakai, Rie Satō, Mika Someya, Yukiko Ueno & Eri Yamada | Softball  |                                 |

#### Silber
| Name/n                                                                                            | Sportart | Wettkampf             |
| ------------------------------------------------------------------------------------------------- | -------- | --------------------- |
| Takehiro Kashima, Takuya Nakase, Makoto Okiguchi, Kōki Sakamoto, Hiroyuki Tomita & Kōhei Uchimura | Turnen   | Mannschaft            |
| Yūki Ōta                                                                                          | Fechten  | Männer Florett        |
| Kōhei Uchimura                                                                                    | Turnen   | Einzel Mehrkampf      |
| Maki Tsukada                                                                                      | Judo     | Frauen über 78 kg     |
| Chiharu Ichō                                                                                      | Ringen   | Frauen Freistil 48 kg |
| Tomohiro Matsunaga                                                                                | Ringen   | Männer Freistil 56 kg |

#### Bronze
| Name/n                                                               | Sportart          | Wettkampf                        |
| -------------------------------------------------------------------- | ----------------- | -------------------------------- |
| Ryōko Tani                                                           | Judo              | Frauen 48 kg                     |
| Misato Nakamura                                                      | Judo              | Frauen 52 kg                     |
| Takeshi Matsuda                                                      | Schwimmen         | Schmetterling Männer 200 Meter   |
| Reiko Nakamura                                                       | Schwimmen         | Rückenschwimmen Frauen 200 Meter |
| Kiyofumi Nagai                                                       | Radsport          | Keirin                           |
| Junichi Miyashita, Kōsuke Kitajima, Takurō Fujii & Hisayoshi Satō    | Schwimmen         | Männer 4 × 100 Lagen             |
| Kyōko Hamaguchi                                                      | Ringen            | Frauen Freistil 72 kg            |
| Ken’ichi Yumoto                                                      | Ringen            | Männer Freistil 60 kg            |
| Saho Harada & Emiko Suzuki                                           | Synchronschwimmen | Frauen Duett                     |
| Naoki Tsukahara, Shingo Suetsugu, Shinji Takahira & Nobuharu Asahara | Leichtathletik    | Männer 4 × 100 Meter Staffel     |

## Teilnehmer nach Sportarten

### Badminton
- Shōji Satō
Herreneinzel
- Shintarō Ikeda, Shūichi Sakamoto
Herrendoppel
- Keita Masuda, Tadashi Ōtsuka
Herrendoppel
- Eriko Hirose
Dameneinzel
- Miyuki Maeda, Satoko Suetsuna
Damendoppel
- Kumiko Ogura, Reiko Shiota
Damendoppel

### Baseball
- Pitcher:
  - Yū Darvish (Hokkaidō Nippon Ham Fighters)
  - Kyūji Fujikawa (Hanshin Tigers)
  - Hitoki Iwase (Chūnichi Dragons)
  - Kenshin Kawakami (Chūnichi Dragons)
  - Yoshihisa Naruse (Chiba Lotte Marines)
  - Toshiya Sugiuchi (Fukuoka Softbank Hawks)
  - Masahiro Tanaka (Tōhoku Rakuten Golden Eagles)
  - Kōji Uehara (Yomiuri Giants)
  - Tsuyoshi Wada (Fukuoka Softbank Hawks)
  - Hideaki Wakui (Saitama Seibu Lions)
- Catcher:
  - Shinnosuke Abe (Yomiuri Giants)
  - Akihiro Yano (Hanshin Tigers)
  - Tomoya Satozaki (Chiba Lotte Marines)
- Infielder:
  - Takahiro Arai (Hanshin Tigers)
  - Masahiro Araki (Chūnichi Dragons)
  - Munenori Kawasaki (Fukuoka Softbank Hawks)
  - Shin’ya Miyamoto (Tōkyō Yakult Swallows)
  - Shūichi Murata (Yokohama BayStars)
  - Tsuyoshi Nishioka (Chiba Lotte Marines)
  - Hiroyuki Nakajima (Saitama Seibu Lions)
- Outfielder:
  - Atsunori Inaba (Hokkaidō Nippon Ham Fighters)
  - Norichika Aoki (Tōkyō Yakult Swallows)
  - Masahiko Morino (Chūnichi Dragons)
  - Takahiko Satō (Saitama Seibu Lions)
- Trainer:
  - Sen’ichi Hoshino, Manager
  - Kōichi Tabuchi, Assistant Coach
  - Kōji Yamamoto, Hitting Coach
  - Yutaka Ōno, Pitching Coach

### Bogenschießen
Damen
- Nami Hayakawa
- Yūki Hayashi
- Sayoko Kitabatake

Herren
- Takaharu Furukawa
- Ryūichi Moriya

### Boxen
- Masatsugu Kawachi
Klasse bis 64 kg (Halbweltergewicht)
- Satoshi Shimizu
Klasse bis 57 kg (Federgewicht)

### Fechten
- Megumi Harada
Damen, Degen
- Chieko Sugawara
Damen, Florett
- Madoka Hisagae
Damen, Säbel
- Shōgo Nishida
Herren, Degen
- Kenta Chida
Herren, Florett
- Yūki Ōta
Herren, Florett (Silber )
- Satoshi Ogawa
Herren, Säbel

### Fußball
| Männer - Tor 1 Shūsaku Nishikawa 18 Kaito Yamamoto - Abwehr 3 Maya Yoshida 4 Hiroki Mizumoto 5 Yūto Nagatomo 6 Masato Morishige 7 Atsuto Uchida 13 Michihiro Yasuda - Mittelfeld 2 Hajime Hosogai 8 Keisuke Honda 10 Yōhei Kajiyama 12 Hiroyuki Taniguchi 14 Shinji Kagawa 16 Takuya Honda - Sturm 9 Yōhei Toyoda 11 Shinji Okazaki 15 Takayuki Morimoto 17 Tadanari Lee - Trainer Yasuharu Sorimachi - Ergebnisse Vorrunde Vereinigte Staaten: 0:1 Nigeria: 1:2 Niederlande: 0:1 als Gruppenvierter ausgeschieden | Frauen - Tor 1 Miho Fukumoto 18 Ayumi Kaihori - Abwehr 2 Yukari Kinga 3 Hiromi Ikeda 4 Azusa Iwashimizu 7 Kozue Andō 14 Kyōko Yano 16 Rumi Utsugi - Mittelfeld 5 Miyuki Yanagita 6 Tomoe Katō 8 Aya Miyama 10 Homare Sawa 13 Ayumi Hara 15 Mizuho Sakaguchi - Sturm 9 Eriko Arakawa 11 Shinobu Ōno 12 Karina Maruyama 17 Yūki Nagasato - Trainer Norio Sasaki - Ergebnisse Vorrunde Neuseeland: 2:2 Vereinigte Staaten: 0:1 Norwegen: 5:1 Viertelfinale Volksrepublik China: 2:0 Halbfinale Vereinigte Staaten: -:- |

### Gewichtheben
- Hiromi Miyake
Damen, Klasse bis 48 kg
- Misaki Ōshiro
Damen, Klasse bis 48 kg
- Rika Saitō
Damen, Klasse bis 69 kg
- Yasunobu Sekikawa
Herren, Klasse bis 56 kg
- Masuharu Yamada
Herren, Klasse bis 56 kg
- Yoshito Shintani
Herren, Klasse bis 69 kg

### Hockey
Damen
- Kaori Chiba
- Sachimi Iwao
- Akemi Katō
- Rika Komazawa
- Chinami Kozakura
- Chie Kimura
- Tomomi Komori
- Keiko Miura
- Sakae Morimoto
- Miyuki Nakagawa
- Mayumi Ono
- Misaki Ozawa
- Hikari Suwa
- Toshie Tsukui
- Yukari Yamamoto

Tor:
- Ikuko Okamura
- Nichika Urata
- Yuka Yoshikawa

Trainer:
- Masashi Onda

### Judo
| Frauen           | Frauen             | Frauen |
| ---------------- | ------------------ | ------ |
| Ryōko Tani       | Klasse bis 48 kg   | Bronze |
| Misato Nakamura  | Klasse bis 52 kg   | Bronze |
| Aiko Satō        | Klasse bis 57 kg   |        |
| Ayumi Tanimoto   | Klasse bis 63 kg   | Gold   |
| Masae Ueno       | Klasse bis 70 kg   | Gold   |
| Sae Nakazawa     | Klasse bis 78 kg   |        |
| Maki Tsukada     | Klasse über 78 kg  | Silber |
| Männer           |                    |        |
| Hiroaki Hiraoka  | Klasse bis 60 kg   |        |
| Masato Uchishiba | Klasse bis 66 kg   | Gold   |
| Yūsuke Kanamura  | Klasse bis 73 kg   |        |
| Takashi Ono      | Klasse bis 81 kg   |        |
| Hiroshi Izumi    | Klasse bis 90 kg   |        |
| Keiji Suzuki     | Klasse bis 100 kg  |        |
| Satoshi Ishii    | Klasse über 100 kg | Gold   |

### Kanu
- Kanurennsport

| Frauen           | Frauen                                |
| ---------------- | ------------------------------------- |
| Shinobu Kitamoto | Einer-Kajak/Zweier-Kajak/Vierer-Kajak |
| Ayaka Kuno       | Vierer-Kajak                          |
| Yumiko Suzuki    | Vierer-Kajak                          |
| Mikiko Takeya    | Zweier-Kajak/Vierer-Kajak             |

- Kanuslalom

| Männer           | Männer          |
| ---------------- | --------------- |
| Takuya Haneda    | Einer-Canadier  |
| Hiroyuki Nagao   | Zweier-Canadier |
| Masatoshi Sanma  | Zweier-Canadier |
| Kazuki Yazawa    | Einer-Kajak     |
| Frauen           |                 |
| Yuriko Takeshita | Einer-Kajak     |

### Leichtathletik
| Disziplin        | Männer | Frauen                                                              |
| ---------------- | --- | ------------------------------------------------------------------- |
| 100 m            | Nobuharu Asahara Naoki Tsukahara                                                                           | Chisato Fukushima                                                   |
| 200 m            | Shingo Suetsugu Shinji Takahira                                                                            |                                                                     |
| 400 m            | Yūzō Kanemaru                                                                                              | Asami Tanno                                                         |
| 5000 m           | Takayuki Matsumiya Kensuke Takezawa                                                                        | Yukiko Akaba Kayoko Fukushi Yuriko Kobayashi                        |
| 10.000 m         | Takayuki Matsumiya Kensuke Takezawa                                                                        | Yukiko Akaba Kayoko Fukushi Yōko Shibui                             |
| Marathon         | Tsuyoshi Ogata Satoshi Ōsaki Atsushi Satō                                                                  | Yurika Nakamura Mizuki Noguchi Reiko Tosa                           |
| 110 m Hürden     | Masato Naitō                                                                                               |                                                                     |
| 400 m Hürden     | Kenji Narisako Dai Tamesue                                                                                 | Satomi Kubokura                                                     |
| 3000 m Hindernis | Yoshitaka Iwamizu                                                                                          | Minori Hayakari                                                     |
| 4 × 100 m        | Nobuharu Asahara (Bronze ) Yūzō Kanemaru Hitoshi Saitō Shingo Suetsugu (Bronze ) Shinji Takahira (Bronze ) |                                                                     |
| 4 × 400 m        | Mitsuhiro Abiko Yoshihiro Horigome Yūzō Kanemaru Kenji Narisako Hitoshi Saitō Shinji Takahira              | Sayaka Aoki Chisato Fukushima Mayu Kida Satomi Kubokura Asami Tanno |
| 20 km Gehen      | Kōichirō Morioka Takayuki Tanii Yūki Yamazaki                                                              | Mayumi Kawasaki Sachiko Konishi                                     |
| 50 km Gehen      | Takayuki Tanii Yūki Yamazaki                                                                               |                                                                     |
| Hochsprung       | Naoyuki Daigo                                                                                              |                                                                     |
| Stabhochsprung   | Daichi Sawano                                                                                              |                                                                     |
| Weitsprung       | | Kumiko Ikeda                                                        |
| Hammerwurf       | Kōji Murofushi (Bronze )                                                                                   |                                                                     |
| Speerwurf        | Yukifumi Murakami                                                                                          |                                                                     |

### Moderner Fünfkampf
- Yoshihiro Murakami
Männer

### Radsport
| Männer                   | Männer                                              | Männer |
| ------------------------ | --------------------------------------------------- | ------ |
| Bahn: Keirin             | Toshiaki Fushimi Kiyofumi Nagai Kazunari Watanabe   | Bronze |
| Bahn: Sprint             | Tsubasa Kitatsuru Kiyofumi Nagai Kazunari Watanabe  |        |
| Bahn: Teamsprint         | Kiyofumi Nagai Tomohiro Nagatsuka Kazunari Watanabe |        |
| Bahn: Punkterennen       | Makoto Iijima                                       |        |
| BMX                      | Akifumi Sakamoto                                    |        |
| Mountainbike             | Kōhei Yamamoto                                      |        |
| Straßenrennen            | Fumiyuki Beppu Takashi Miyazawa                     |        |
| Straße: Einzelzeitfahren | Fumiyuki Beppu                                      |        |

| Frauen             | Frauen           |
| ------------------ | ---------------- |
| Bahn: Sprint       | Sakie Tsukuda    |
| Bahn: Punkterennen | Satomi Wadami    |
| BMX                | Akifumi Sakamoto |
| Mountainbike       | Rie Katayama     |
| Straßenrennen      | Miho Oki         |

### Reiten
| Hiroshi Hoketsu | Dressur        |
| Yūko Kitai      | Dressur        |
| Mieko Yagi      | Dressur        |
| Eiken Satō      | Springreiten   |
| Taizō Sugitani  | Springreiten   |
| Yoshiaki Ōiwa   | Vielseitigkeit |

### Ringen
- Kyōko Hamaguchi
Frauen, Freistil Klasse bis 72 kg (Bronze )
- Kenzō Katō
Männer, griechisch-römisch Klasse bis 84 kg
- Chiharu Ichō
Frauen, Freistil Klasse bis 48 kg (Silber )
- Kaori Ichō
Frauen, Freistil Klasse bis 63 kg (Gold )
- Kazuhiko Ikematsu
Männer, Freistil Klasse bis 66 kg
- Shingo Matsumoto
Männer, griechisch-römisch Klasse bis 84 kg
- Tomohiro Matsunaga
Männer, Freistil Klasse bis 55 kg (Silber )
- Makoto Sasamoto
Männer, griechisch-römisch Klasse bis 60 kg
- Saori Yoshida
Frauen, Freistil Klasse bis 55 kg (Gold )
- Ken’ichi Yumoto
Männer, Freistil Klasse bis 60 kg (Bronze )

### Rudern
| Männer         | Männer                      |
| -------------- | --------------------------- |
| Daisuke Takeda | Leichtgewichts-Doppelzweier |
| Kazushige Ura  | Leichtgewichts-Doppelzweier |

| Frauen          | Frauen                      |
| --------------- | --------------------------- |
| Akiko Iwamoto   | Leichtgewichts-Doppelzweier |
| Misaki Kumakura | Leichtgewichts-Doppelzweier |

### Schießen
| Männer              | Männer  | Männer |
| ------------------- | ------- | ------ |
| Toshikazu Yamashita | Gewehr  |        |
| Susumu Kobayashi    | Pistole |        |
| Tomoyuki Matsuda    | Pistole |        |

| Frauen            | Frauen  |
| ----------------- | ------- |
| Yukie Nakayama    | Flinte  |
| Michiko Fukushima | Pistole |

### Schwimmen
| Disziplin           | Männer                                                                   | Frauen                                                |
| ------------------- | ------------------------------------------------------------------------ | ----------------------------------------------------- |
| 100 m Freistil      | Hisayoshi Satō                                                           |                                                       |
| 200 m Freistil      | Yoshihiro Okumura Shō Uchida                                             | Maki Mita Haruka Ueda                                 |
| 400 m Freistil      | Takeshi Matsuda                                                          | Ai Shibata                                            |
| 800 m Freistil      |                                                                          | Maiko Fujino Ai Shibata                               |
| 1500 m Freistil     | Takeshi Matsuda                                                          |                                                       |
| 100 m Rücken        | Junichi Miyashita Tomomi Morita                                          | Hanae Itō Reiko Nakamura                              |
| 200 m Rücken        | Ryōsuke Irie Takashi Nakano                                              | Hanae Itō Reiko Nakamura (Bronze )                    |
| 100 m Brust         | Kōsuke Kitajima (Gold ) Yūta Suenaga                                     | Asami Kitagawa Megumi Taneda                          |
| 200 m Brust         | Kōsuke Kitajima (Gold ) Yūta Suenaga                                     | Rie Kanetō Megumi Taneda                              |
| 100 m Schmetterling | Takurō Fujii Masayuki Kishida                                            | Yuka Katō Yūko Nakanishi                              |
| 200 m Schmetterling | Takeshi Matsuda (Bronze ) Ryūichi Shibata                                | Natsumi Hoshi Yūko Nakanishi                          |
| 200 m Lagen         | Takurō Fujii Ken Takakuwa                                                | Asami Kitagawa                                        |
| 400 m Lagen         |                                                                          | Maiko Fujino Saori Haruguchi                          |
| 4 × 100 m Freistil  | Takurō Fujii/Masayuki Kishida/Yoshihiro Okumura/Hisayoshi Satō (Bronze ) | Asami Kitagawa/Maki Mita/Haruka Ueda/Misaki Yamaguchi |
| 4 × 200 m Freistil  | Hisato Matsumoto/Yasunori Mononobe/Yoshihiro Okumura/Shō Uchida          | Maki Mita/Emi Takanabe/Haruka Ueda/Misaki Yamaguchi   |

### Softball
- Pitcher:
  - Naho Emoto (Gold )
  - Hiroko Sakai (Gold )
  - Mika Someya (Gold )
  - Yukiko Ueno (Gold )
- Catcher:
  - Emi Inui (Gold )
  - Yukiyo Mine (Gold )
- Infielder:
  - Motoko Fujimoto (Gold )
  - Megu Hirose (Gold )
  - Sachiko Itō (Gold )
  - Masumi Mishina (Gold )
  - Rei Nishiyama (Gold )
  - Rie Satō (Gold )
- Outfielder:
  - Ayumi Karino (Gold )
  - Satoko Mabuchi (Gold )
  - Eri Yamada (Gold )
- Trainer:
  - Haruka Saito

### Segeln
| Männer            | Männer            |
| ----------------- | ----------------- |
| Makoto Tomizawa   | Windsurfen (RS:X) |
| Yōichi Iijima     | Laser             |
| Tetsuya Matsunaga | 470er Jolle       |
| Tarō Ueno         | 470er Jolle       |
| Akira Ishibashi   | 49er Jolle        |
| Yukio Makino      | 49er Jolle        |
| Frauen            |                   |
| Yasuko Kosuge     | Windsurfen (RS:X) |
| Naoko Kamata      | 470er Jolle       |
| Ai Kondō          | 470er Jolle       |

### Synchronschwimmen
- Mannschaft
  - Ai Aoki
  - Saho Harada
  - Hiromi Kobayashi
  - Erika Komura
  - Ayako Matsumura
  - Yumiko Ishiguro
  - Naoko Kawashima
  - Emiko Suzuki
  - Masako Tachibana
- Duett
  - Saho Harada, Emiko Suzuki (Bronze )

### Taekwondo
- Yoriko Okamoto
Frauen, Klasse bis 67 kg

### Tennis
- Kei Nishikori
Herren, Einzel
- Ai Sugiyama
Damen, Einzel & Doppel
- Ayumi Morita
Damen, Einzel & Doppel

### Tischtennis
| Herren          | Herren            |
| --------------- | ----------------- |
| Yō Kan          | Einzel Mannschaft |
| Seiya Kishikawa | Einzel Mannschaft |
| Jun Mizutani    | Einzel Mannschaft |
| Kaii Yoshida    | Ersatz            |
| Damen           |                   |
| Ai Fukuhara     | Einzel Mannschaft |
| Sayaka Hirano   | Einzel Mannschaft |
| Haruna Fukuoka  | Einzel Mannschaft |

### Triathlon
- Juri Ide
Frauen
- Kiyomi Niwata
Frauen
- Hirokatsu Tayama
Männer
- Ai Ueda
Frauen
- Ryōsuke Yamamoto
Männer

### Turnen
| Männer                            | Männer |
| --------------------------------- | --- |
| Kunstturnen (Mannschaft: Silber ) | Takehiro Kashima Takuya Nakase Makoto Okiguchi Kōki Sakamoto Hiroyuki Tomita Kōhei Uchimura (Mehrkampf: Silber ) |
| Trampolin                         | Tetsuya Sotomura Yasuhiro Ueyama                                                                                 |

| Frauen                     | Frauen                                                                        |
| -------------------------- | ----------------------------------------------------------------------------- |
| Kunstturnen                | Mayu Kuroda Yū Minobe Kyōko Ōshima Yūko Shintake Kōko Tsurumi Miki Uemura     |
| Rhythmische Sportgymnastik | Yuka Endō Chihana Hara Saori Inagaki Nachi Misawa Kotono Tanaka Honami Tsuboi |
| Trampolin                  | Haruka Hirota                                                                 |

### Volleyball

#### Beachvolleyball
| Männer              | Männer |
| ------------------- | ------ |
| Kentarō Asahi       | Team 1 |
| Katsuhiro Shiratori | Team 1 |
| Frauen              |        |
| Chiaki Kusuhara     | Team 1 |
| Mika Saiki          | Team 1 |

#### Volleyball
| Herren - Mannschaft Tatsuya Fukuzawa Yūsuke Ishijima Yū Koshikawa Yoshihiko Matsumoto Masaji Ogino Nobuharu Saitō Kunihiro Shimizu Kōsuke Tomonaga Katsutoshi Tsumagari Daisuke Usami Takahiro Yamamoto Kōta Yamamura - Trainer Tatsuya Ueta | Damen - Mannschaft Erika Araki Miyuki Kanō Yuki Kawai Saori Kimura Megumi Kurihara Kanako Ōmura Yuka Sakurai Yūko Sano Sachiko Sugiyama Asako Tajimi Miyuki Takahashi Yoshie Takeshita - Trainer Shōichi Yanagimoto |

### Wasserspringen
| Männer       | Männer        |
| ------------ | ------------- |
| Ken Terauchi | Kunstspringen |
| Frauen       |               |
| Mai Nakagawa | Turmspringen  |